# Генеральна Федерація Робітничих Профспілок в Бахрейні
Генеральна Федерація Робітничих Профспілок Бахрейну (ГФРПБ) — це національна Федерація профспілок у Бахрейні. Вона була заснована у 2002 році, коли король створив Закон про профспілки робітників, який надає працівникам право колективних організацій.
Щорічне опитування Міжнародної конфедерації вільних профспілок за 2005 рік підкреслювало: «Бахрейн — яскрава пляма в протилежному, похмурому пейзажі постійних порушень трудових прав на Близькому Сході». Відповідно до МКВП (Міжнародна Конфедерація Вільних Профспілок):
Бахрейн встановив стандарт для регіону Перської затоки з точки зору позитивних зрушень. Право на створення профспілок існує з 2002 року, хоча визнається лише один національний профспілковий центр, а інші права все ще обмежені. Загальна федерація профспілок Бахрейну провела установчий конгрес у січні 2004 року, а в грудні стала першою організацією в державах Перської затоки, яка стала членом МКВП. Вона брала активну участь у тристоронніх дискусіях, зокрема щодо трудового законодавства.
У жовтні 2006 року король Хамад підписав закон, що забороняє звільнення працівників, які займаються профспілковою діяльністю. Згідно із зміненим законом, суди повинні відновити звільненого з роботи працівника та призначити йому компенсацію, якщо буде доведено, що вони були санкціоновані за таку діяльність.
Цей крок дотримується критики МКВП щодо звільнення в липні 2005 року глави профспілки Гюльф Аір незабаром після його обрання.
Створення Федерації було частиною низки ключових трудових реформ, запроваджених під керівництвом міністра праці Маджида Аль-Алаві.

## Інша література
- Експерти МОП розпочнуть проект на ринку праці Gulf Daily News, 12 жовтня 2006 року
- Проект закладає грунт для трудових реформ [Архівовано 24 жовтня 2007 у Wayback Machine.], Gulf Daily News, 12 жовтня 2006 року
- Бахрейн: Щорічне опитування порушень прав профспілок (2006 р.) МКТФУ, 6 січня 2006 р
- Бахрейнський профспілковий рух показує шлях до регіону, ІКТФУ, 8 квітня 2004 року

## Профспілки Бахрейну
- Профспілка Бателько [Архівовано 17 січня 2020 у Wayback Machine.]